# Charlotte Amalie
Charlotte Amalie
Charlotte Amalie (em português: Carlota Amália) é a capital das Ilhas Virgens Americanas, um território dos Estados Unidos. Localizada na ilha de Saint Thomas, Charlotte Amalie, é uma conhecida parada nos cruzeiros pelo caribe por oferecer ecoturismo, praias, e muitos distritos de consumo. A sua população estimada em 2010 era de 18 481 habitantes. Está localizada no lado sul da ilha de Santo Tomás. As Ilhas Virgens dos Estados Unidos (em inglês oficial: Virgin Islands of the United States), doze,  são um grupo de ilhas situadas no mar Caribe, parte do arquipélago das ilhas Virgens, que politicamente são um dos catorze territórios não incorporados dos Estados Unidos da América. Este território está composto por três ilhas principais (Saint Thomas, Saint John, Saint Croix) e algumas ilhas menores. É um dos dezassete territórios não autónomos sob a supervisão do Comité de Descolonização da Organização das Nações Unidas, com o fim de eliminar o colonialismo. É o único território estadounidense onde se conduz pela esquerda.

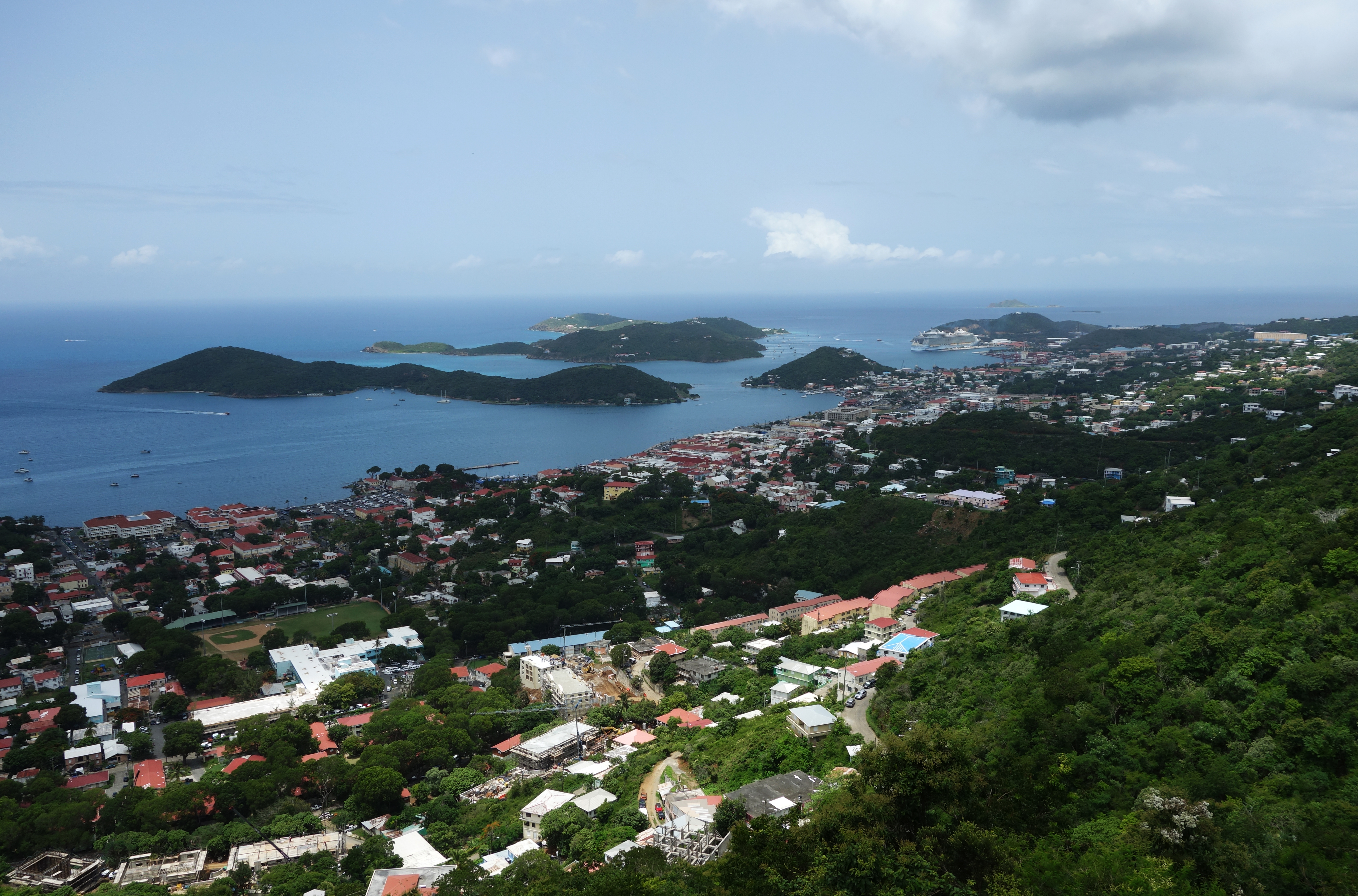
Vista panorámica de Carlota Amalia

Charlotte Amalie é também o nome do porto de águas profundas localizado na ilha de St. Thomas, sendo esta a capital e a cidade maior das Ilhas Virgens Estadounidenses que uma vez foi posse dos piratas e que é agora um famoso porto de cruzeiros. O povomento tem sido habitado por séculos. Quando Cristovão Colombo chegou em 1493, o área estava povoada por insulares caribes e taínos. Ao sudeste da praia está a cabeceira da baía de Saint Thomas. No ano 2010 a cidade tinha uma população de 18 481, sendo a cidade maior do arquipélago das ilhas Virgens. Para perto de 1,5 milhões de passageiros de cruzeiros chegaram a Saint Thomas em 2004, duplicando a população a cada semana.
Charlotte Amalie possui edifícios de importância histórica e é lugar da segunda sinagoga mais antiga do hemisfério ocidental. A cidade é conhecida pela sua arquitetura colonial dinamarquesa, os seus edifícios históricos de grande importância incluindo a sinagoga de St. Thomas, bem como a Igreja luterana Frederick, a igreja mais antiga do hemisfério ocidental. A cidade tem uma grande história de piratas, especialmente de Barba Azul e Barba Negra. Durante o século XVII, os dinamarqueses construíram os castelos de Barba Negra e de Barba Azul, atribuídos aos piratas. O castelo de Barba Negra é um ponto de referência histórica nacional para os Estados Unidos. Outra atração turística é Fort Christian, a estrutura mais antiga no arquipélago das ilhas Virgens. Uma cópia do Sino da Liberdade está no Emancipation Park (Parque da Emancipação), que é também uma atração turística.
Protegida pela ilha Hassell, a baía tem um berço e instalações para carregar combustível, máquinas para barcos e cargueiros, tendo sido base de submarinos dos Estados Unidos até 1966.

## Epónimo
Dantes da época das Índias Ocidentais Dinamarquesas (1754-1917) foi fundada a cidade em 1666 com o nome de Taphus ("casa" ou "salão de cerveja"). Em 1691 o povoamento recebeu um nome ilustre: Amalienborg ("Amaliaburgo"), por Charlotte Amalie de Hesse-Kassel (1650-1714), a rainha consorte do rei Christian V da Dinamarca-Noruega. Tem um porto natural de águas profundas. Entre 1921 e 1936 a cidade foi nomeada como St. Thomas. Em 1936 foi renomeada como Charlotte Amalie.

## História

### História recente
Na sua segunda viagem ao Novo Mundo, Cristovão Colombo encontrou nativos americanos que hoje vivem no arquipélago das Ilhas Virgens dos Estados Unidos. Os registo arqueológicos indicam que estas ilhas sempre estiveram habitadas pelas tribos índias, incluindo taínos, arawak, kalingao e siboney. Várias delas ainda vivem até ao presente em pequenas comunidades de Charlotte Amalie. Como os espanhóis que se estabeleceram no Porto Rico e outras ilhas das Caraíbas, Saint Thomas permaneceu desprotegido por um longo tempo, sendo habitada em Charlotte Amalie de maneira frequente por piratas, incluindo a Barba Azul e Barba Negra, bem como colonos europeus.

### Século XVII
A Companhia Dinamarquesa das Índias Ocidentais e Guiné tinha alugueres em Charlotte Amalie em 1671, após que o rei Christian V a declarasse segura para as suas plantações. A princípios de 1672 o governo dinamarquês iniciou a construção de Fort Christian em Saint Thomas Harbor, em Charlotte Amalie. Em 1675 construíram quatro tabernas para perto dos depósitos de água ao lado oeste do forte. O governo dinamarquês levou condenados para trabalhar nas plantações, mas alguns colonos das ilhas vizinhas permitiram a entrada de escravos da África. Em 1680 tinha mais escravos negros africanos que colonos europeus. Adjacente à água e as ilhas Buck como terras de pastoreio para a cidade, Taphus foi renomeada como Charlotte Amalie em 1691, em honra à nova esposa do rei Christian V. Foi o principal porto do arquipélago das ilhas Virgens e tinha um caminho que ligava para perto de 50 plantações, o qual permanece sendo a principal estrada hoje em dia.

### Século XVIII
A princípios do século XVIII, mais de três mil colonos viviam na cidade. A produção de açúcar e o comércio de escravos eram as principais atividades económicas da ilha. Após que o governo dinamarquês obteve directamente a administração do arquipélago em 1754, a capital se mudou de Charlotte Amalie a Christiansted na ilha de Saint Croix. Isto fez em parte evoluir a economia da população do comércio de escravos e a agricultura ao comércio geral. A cidade começou a crescer em forma desmedida que beneficiavam aos comerciantes do intercâmbio de armas e rum com os países beligerantes.
Em 1764, Charlotte Amalie foi declarado porto livre pelo rei Frederico V da Dinamarca e a cidade converteu-se no porto mais activo das Caraíbas. A Revolução Estadounidense nos anos 1770s foi uma boa notícia para a cidade, já que fez prosperar aos negociantes locais e começaram a chegar imigrantes da Europa, África e da costa das Caraíbas muitos deles de outras ilhas das Antilhas Menores. Para 1778 o governo dinamarquês tinha fortalecido a sua posição militar mediante a construção do Bluebeard Castle (Castelo de Barba Azul) e do Blackbeard Castle (Castelho de Barba Negra), com torreões de vigilância no alto das duas colinas da cidade. A cidade prosperou como o primeiro porto livre, e espanhóis, estadounidenses, dinamarqueses, sefarditas, alemães, franceses, britânicos e italianos dirigiram casas de importação operando nesta cidade. Ao final do século XVIII, encontrava-se o pai e futuro arquiteto da Constituição estadounidense, Alexander Hamilton, quem opinou que a cidade era tão rica que «o ouro se movia pelas ruas em carretelas». Em verdadeiro momento, a cidade de Charlotte Amalie nas Índias Ocidentais Dinamarquesas foi a segunda cidade maior do reino dinamarquês, superada em tamanho unicamente pela capital Copenhaga.

### Século XIX
Uma parte crescente do comércio das Índias Ocidentais através do porto iniciou-se a princípios dos anos 1800 e o aumento dos navios de vapor fez que Charlotte Amalie fosse uma estação ideal para fornecimento de carvão para os navios que navegavam entre a América do Norte e a América do Sul. Em 1804, Charlotte Amalie foi assolada por um incêndio horrendo que destruiu mais de 1200 lares e armazéns da cidade. Mais dois incêndios vieram em 1805 e 1806, o qual fez que a densidade de população baixasse pela destruição de centos de edifícios. As ilhas vizinhas iniciaram de maneira gradual a importação de carvão directamente dos produtores e Charlotte Amalie foi deixada fora do comércio nesses anos. A abolição da escravatura em 1848 diminuiu o comércio e a cidade sofreu uma brutal recessão como sucedeu nas Caraíbas seguindo à abolição.
Durante a Guerra Civil Estadounidense a princípios dos anos 1860, a cidade esteve envolvida por ser o centro do contrabando para os barcos que fugiam do bloqueio imposto aos portos da Confederação pelas tropas federais. Ao conhecer-se que o porto tinha sucesso no contrabando, o governo dinamarquês decidiu mudar a capital do arquipélago regressando a Charlotte Amalie em 1871. A última metade dos anos 1800 trouxe uma epidemia de cólera que matou centenas. Charlotte Amalie esteve numa grande letargia até que os Estados Unidos decidiram comprar as ilhas à Dinamarca em 1917.

### Século XX
Em 1915, os Estados Unidos interessaram-se em comprar as Ilhas Virgens, quando se inteiraram da infiltração alemã nas Antilhas Menores. Os Estados Unidos comprou as Ilhas Virgens Dinamarqueses em 1917 em 25 milhões de dólares. Charlotte Amalie esteve baixo o governo da Marinha estadounidense até 1931. Os Estados Unidos decidiram fazer de Charlotte Amalie a principal base das renomeadas Ilhas Virgens dos Estados Unidos. Durante a Segunda Guerra Mundial, a cidade foi uma base naval para proteger às embarcações aliadas bem como o Canal de Panamá. Até 1966 foi base de submarinos.
Quando os turistas estadounidense foram expulsos de Cuba em 1960, alguns começaram a mostrar interesse em visitar Charlotte Amalie. Como posse estadounidense, originou que estadounidenses do continente tivessem férias luxuosas ou um segundo lar nas Caraíbas. Durante a primeira metade do século XX começou-se a construir estações e voos directos desde os Estados Unidos até Charlotte Amalie o qual incrementou o seu turismo. Na metade final do século XX Charlotte Amalie experimentou um crescimento extraordinário da sua economia por ser um território dos Estados Unidos e crescimento com o turismo estadounidense. O turismo é o principal motor da economia junto com a preservação e conversão de edifícios e lares históricos. Muitos edifícios comerciais e ancestrais têm sido restaurados ao igual que lojas. Durante os anos de 1980 e 1990 muitos edifícios foram restaurados a como não se via à 200 anos.
A indústria do turismo trouxe prosperidade à ilha. O turismo na cidade conduz a economia das Ilhas Virgens, mas limitadas às planícies e aos terrenos da montanha o que tem feito que a economia e a população tenha crescimento. A diseminação de lares nas colinas vêem-se através das cristalinas águas azuis das Caraíbas, o que tem originado também um comércio recente.

### Geografia
Localizada a meio da ilha sobre a praia do sul das ilhas montanhosas de Saint Thomas, Charlotte Amalie estende-se cerca de 1,5 milhas ao redor da Baía de Saint Thomas do distrito de Havensight onde os cruzeiros atracam na terra do este a Frechtown e à Sub-Base, bairros do oeste. As paredes vermelhas do Fort Christian (Forte Christian) dinamarquês que se abre espaço para Emancipation Garden (Jardim da Emancipação) e ao Vendor Market que são o centro da cidade velha. Muitos dos edifícios históricos da cidade têm negócios nas ladeiras de Government Hill (Colina do Governo) jsto ao norte do Emancipation Garden. Este é "Kongens Quarter". Para o oeste, abarcando a área entre Waterfront Dr e Dronningens Gade (Rua Maior), existem grupos de calçadas, a cada um deles com construções coloniais em onde existem lojas e shoppings. Protegido pelos picos de Water Island e Hassel Island, a baía de Saint Thomas produz uma profunda fissura na ilha. A baía tem vários lugares desde os que pode ser observada até uma altura de 1500 pés (460 m), como por exemplo Drake's Seat (Assento de Drake).
Charlotte Amalie está construída em três montes vulcânicos de baixa altura chamadas Frenchman Hill (Foretop Hill), Berg Hill (Maintop) e Goverment Hill (Mizzentop).

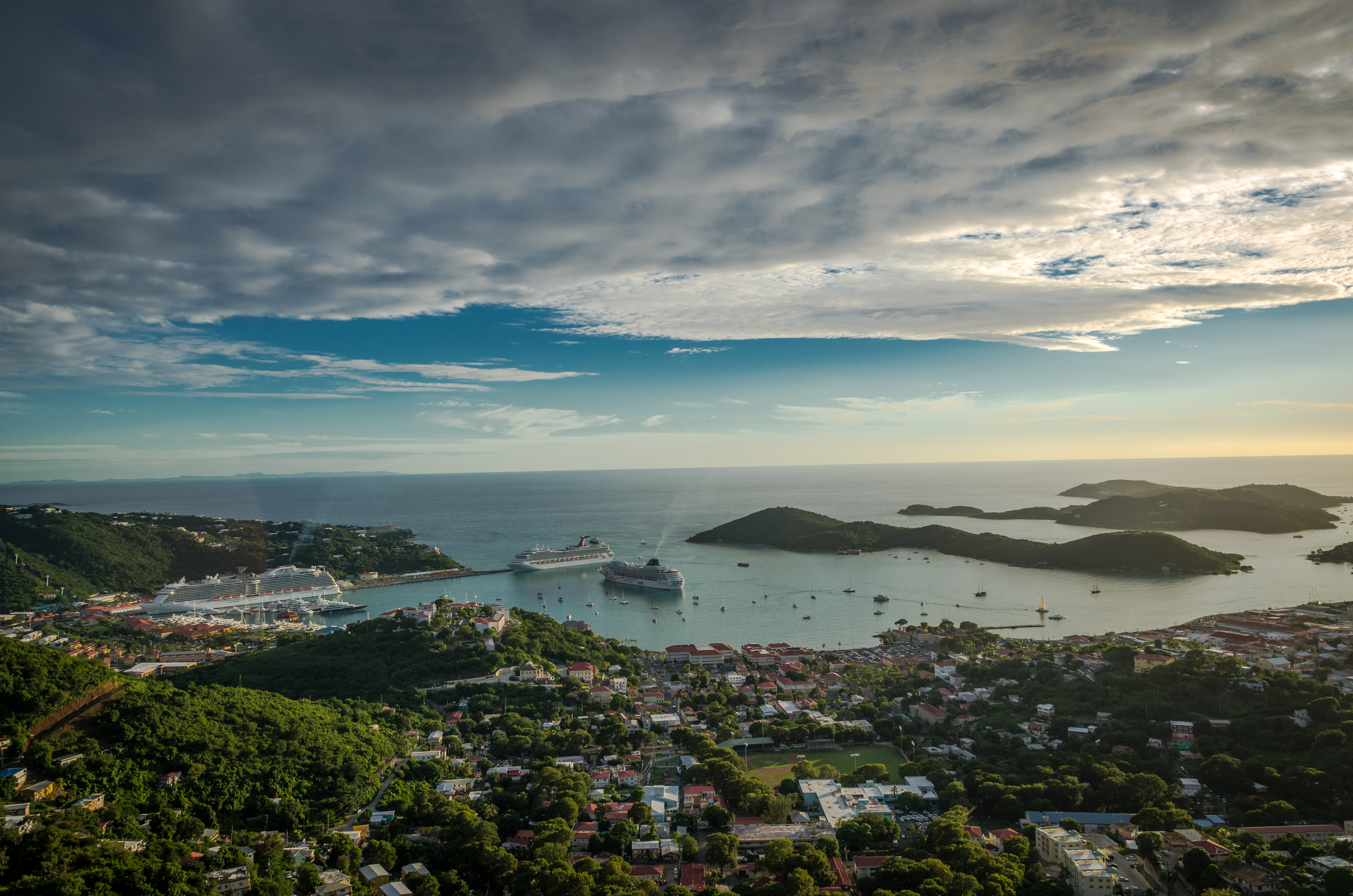
Vista panorâmica de Charlotte Amalie.

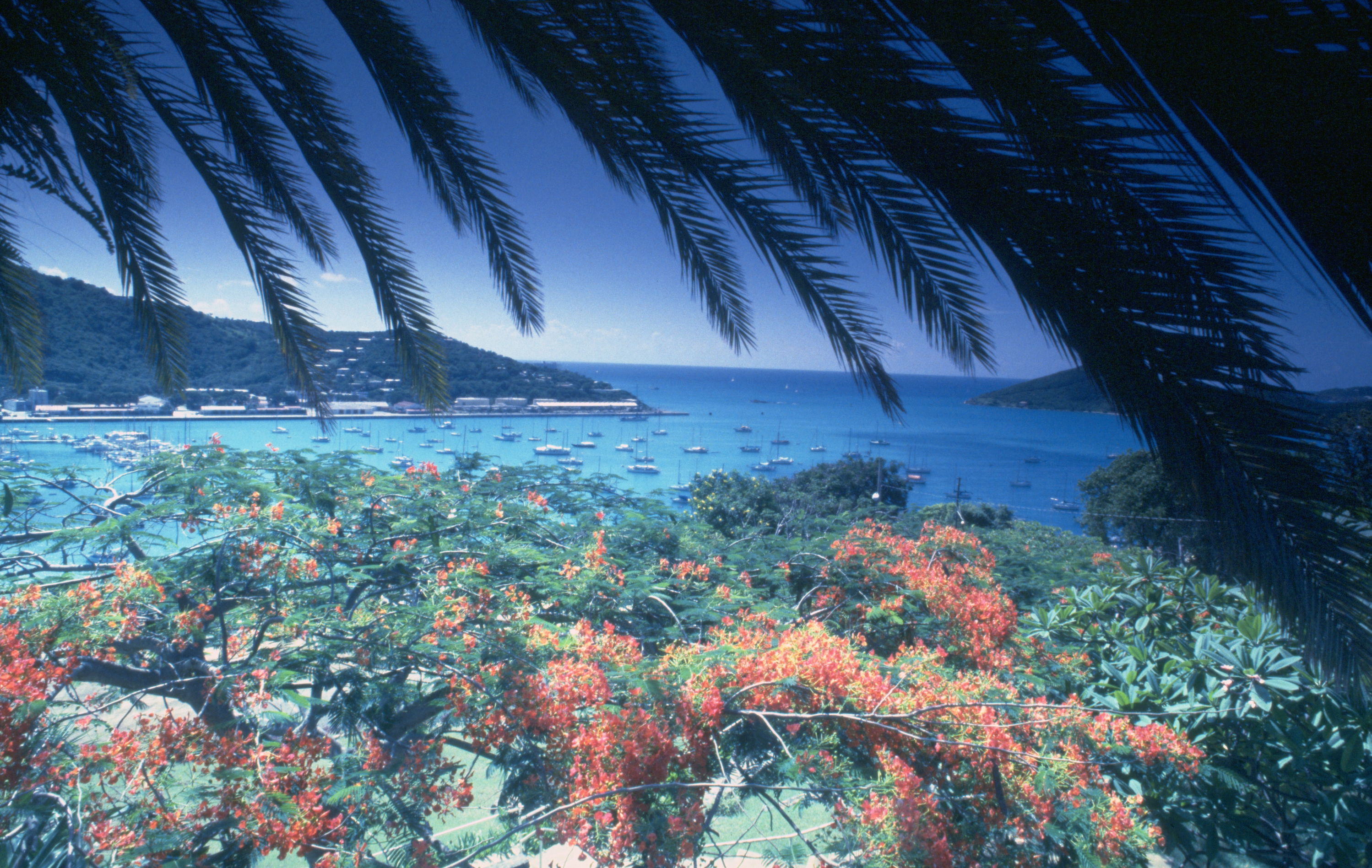
Charlotte Amalie, São Tomás, Ilhas Virgens, 1980.

### Clima
A média de temperatura no ano é de 75 ℉ (24 ℃) a 90 ℉ (32 ℃) sendo um clima tropical seco. A cidade tem uma curta temporada seca que é desde janeiro até março e uma temporada de chuva que abarca os nove meses seguintes, ainda que tecnicamente junho tem uma média de chuvas de 2.38 polegadas (59.7 mm) que pode ser considerado como um mês da temporada seca. Enquanto Charlotte Amalie tem uma longa temporada de chuva, durante o mês de setembro até novembro, a cidade geralmente não tem precipitações abundantes como costuma ocorrer em outras cidades que têm clima tropical. A cidade é de clima muito quente e úmido. A média das temperaturas em Charlotte Amalie são de calor constante, com uma média de temperatura elevada cerca dos 88 ℉ (31 ℃) e a média da suas temperaturas baixas é cerca de 75 ℉ (24 ℃).